# Margarita Wais
Margarita Wais (n. 11 de diciembre de 1969, Buenos Aires, Argentina) es una presentadora de televisión, productora y diseñadora gráfica argentina, reconocida por su asociación con el canal de deportes Fox Sports durante 17 años.

## Carrera

### Como deportista
Margarita empezó a interesarse desde una temprana edad en el deporte. Fue jugadora de squash en su juventud, llegando a estar clasificada en la posición n.º 60 del mundo y ganando torneos en su país y a nivel internacional. En 1993 obtuvo el grado de licenciada en diseño gráfico y publicitario. Mientras se encontraba disputando los Juegos Panamericanos de Mar del Plata en 1995, un productor de un programa radial le ofreció realizar algunas notas para su programa. Su pasión por el deporte la llevó a inclinarse por el periodismo deportivo y empezó a realizar notas para América Sports y CVN entre 1996 y 1997.

### En los medios
En 1999 fue invitada a integrar el equipo de trabajo del canal Fox Sports en su versión para Latinoamérica, apareciendo como presentadora y panelista en espacios del canal como Fox Sports Noticias (Central Fox en la actualidad) y La última palabra junto a Fernando Niembro. Al mismo tiempo ese mismo año fue elegida para conducir el programa Insólito TV, de América TV, en reemplazo de Juanse Stegman. También condujo su versión de los fines de semana, Insólito Weekend. Condujo ambos programas durante dos temporadas.
Tras 17 años de estar vinculada a Fox Sports, Wais anunció su retiro del canal en 2015.
Tras su alejamiento de Fox Sports, Wais empezó a trabajar en la producción de un documental basado en la consagración argentina en el Mundial de Fútbol de México 1986 junto a Gastón Taratuta. El documental, titulado El campeón imposible, fue incluido en el catálogo de la plataforma Netflix.

## Vida personal
Está casada desde 2005. Tiene 2 hijos, Violeta y Brando, además su esposo tiene 2 hijos mayores. Es la tía materna de Sophia Braun.